# Sucrette
Ne doit pas être confondu avec Sucrettes.

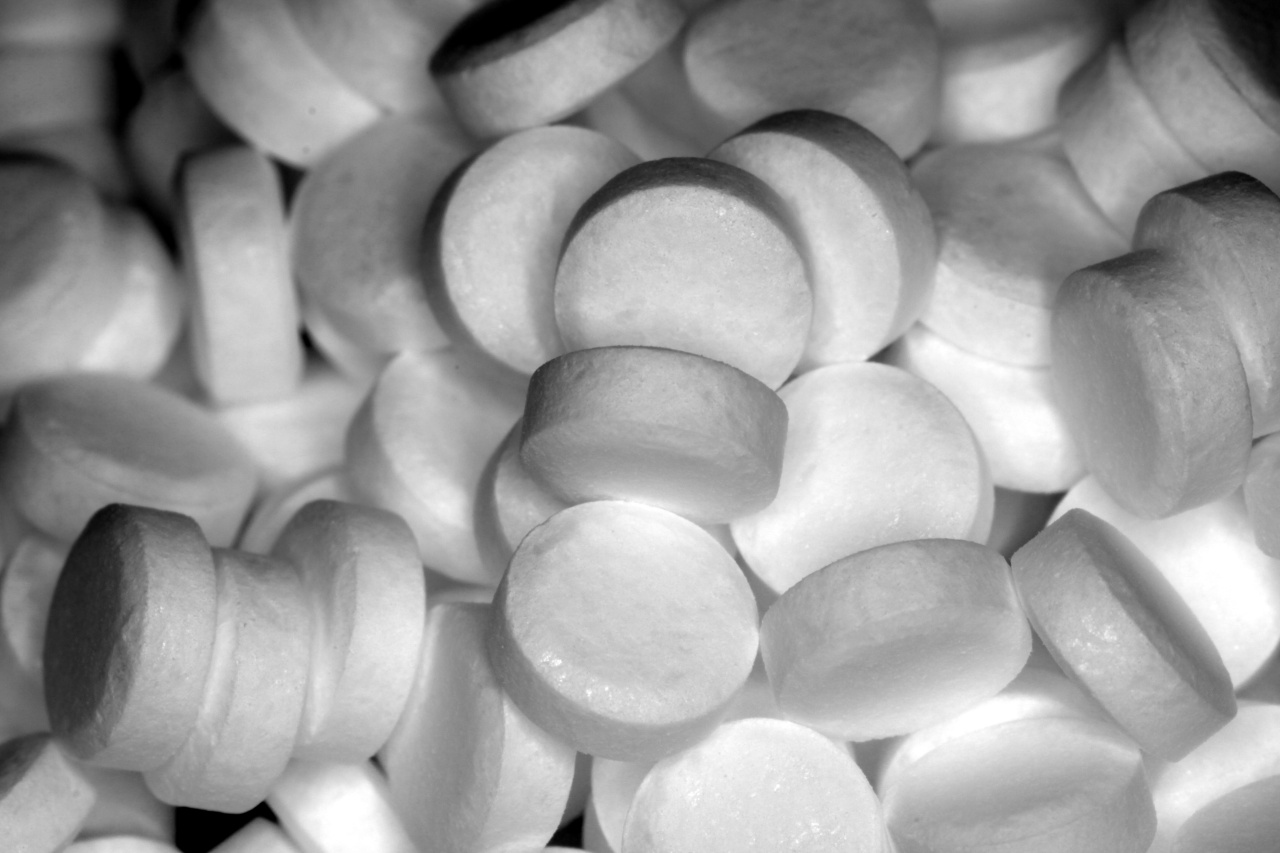
Sucrettes

Une sucrette ou sucre de table désigne une pastille au goût sucré ne contenant aucun sucre (oses ou saccharides), destinée à remplacer le sucre en morceaux. 
Le terme sucrette est un nom commun dérivé de la marque française Sucrettes dont l’origine remonte à 1909 qui produisait des édulcorants de table. 
La sucrette est un édulcorant de table, utilisé comme substitut alimentaire du sucre dans un régime alimentaire faible en calorie afin d'aider à réduire les apports énergétiques. Elle est destinée à sucrer les boissons froides ou chaudes telles que le chocolat, le café, le thé ou l'infusion.
Le composé actif sucré de la sucrette est un édulcorant au pouvoir sucrant intense tel que la saccharine, l'aspartame (un dipeptide) ou le rebaudioside A (un hétéroside, extrait du stevia). Comme ces composés ont un pouvoir sucrant 100 à 600 fois supérieur à celui du sucre (saccharose), leur concentration est faible dans les aliments, leur apport énergétique est donc considéré comme négligeable.
La première sucrette était composée de saccharine, une molécule artificielle découverte en 1879. Depuis 2010, le rebaudioside A, un principe naturel sucré de la feuille de stévia, s'est implanté dans le monde des sucrettes en France.